# Andreas (apostel)
Aposteln Andreas (grekiska: Ανδρέας) är en kristen föregångare (protokletos – den först kallade), och bror till aposteln Petrus. Namnet Andreas (från grekiskans ανδρεία – manlighet, mod) tycks, liksom andra grekiska namn, ha varit vanligt bland judar från år 200 till 300 f.Kr. Han har inget hebreiskt eller arameiskt namn bevarat.

## Biografi
Nya Testamentet dokumenterar att aposteln Andreas var son till Jona (Matt. 16:17; Joh. 1:42). Han var född i Betsaida vid Galileiska sjön (Joh. 1:44). Både han och hans bror Petrus var fiskare till yrket, därav traditionen att Jesus kallade dem att bli hans lärjungar genom att säga att han skulle göra dem till ”människofiskare” (”ἁλιείς ἀνθρώπων”). I början av Jesu offentliga liv delade de samma bostad i Kafarnaum (Mark. 1:21-29).

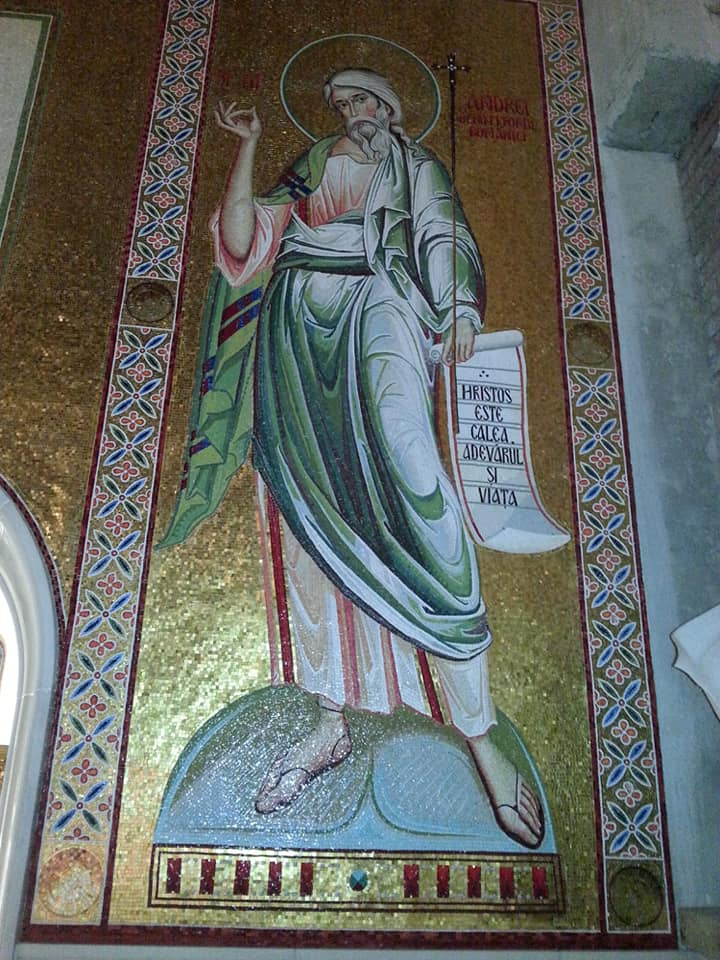
Aposteln Andreas avbildad på en mosaik inne i Folkets frälsnings katedral i Bukarest, Rumänien.

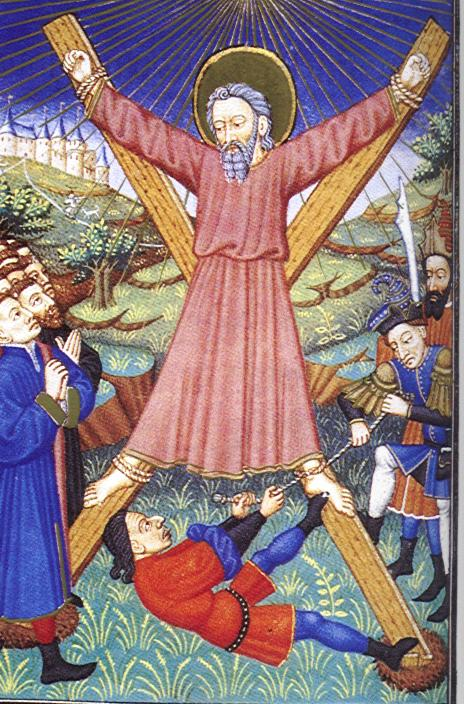
Andreas martyrium

Johannesevangeliet lär att Andreas var en lärjunge till Johannes döparen, vilkens vittnesbörd först ledde honom och Johannes evangelisten att följa Jesus (Joh. 1:35-40). Andreas kände genast igen Jesus som Messias och skyndade att introducera honom för sin bror (Joh. 1:40). Därför är Andreas den förste lärjungen, som drog med sig de övriga, som alla blev Kristi lärjungar. Vid ett påföljande tillfälle, innan det sista anropet till apostladömet, kallades bröderna till ett närmare sällskap och lämnade sedan allt för att följa Jesus (Lukas. 5:11; Matt. 4:19-20; Mark. 1:17-18).
I evangelierna framstår Andreas som en av de apostlar som stod Jesus närmast (Mark. 13:3; Joh. 6:8, 12:22), men i Apostlagärningarna nämns han bara vid enstaka tillfällen (1:13).
Eusebius citerar Origenes som sa att Andreas predikade i Mindre Asien och i Skytien, längs Svarta havet och så långt som till floden Volga och Kiev. Därför blev han Rumäniens och Rysslands skyddshelgon. Enligt traditionen blev han biskop av Byzantion år 38, en position som så småningom skulle bli patriarken av Konstantionopel, som alltså räknar sin apostoliska succession från Andreas.
Det sägs att Andreas blev korsfäst i Patras, Achaea, på ett Crux decussata, X-format kors, som därför kallas andreaskors. Han är därför sedermera Patras skyddshelgon. Enligt traditionen skall hans reliker ha tagits till Konstantinopel, och senare till Saint Andrews. De lokala legenderna förtäljer att relikerna såldes till romarna av bygdens prästerskap i ersättning mot att romarna byggde en vattenreservoar för staden. Apostelns huvud, som skall ha funnits i Peterskyrkan, skall ha skänkts av despoten Thomas Palaeologus till påve Pius II år 1461. Relikerna förvarades i Vatikanen, tills påve Paulus VI beslutade att den skulle återbördas till Patras 1964. Dessa reliker, som utgörs av en skalle och biten av ett finger, förvaras numera i Sankt Andreaskyrkan i Patras, och vördas i en särskild ceremoni på den 30 november.
Den apokryfiska skriften Andreasgärningarna, som omnämns av bland andra Eusebius, och Epiphanius av Salamis, tillhör en särskild grupp apokryfer som traditionellt tillskrivs Leucius Charinus. Enligt modern forskning kan den dateras till 300-talet, och tillhör de förbjudna så kallade Decretum Gelasianum, vilka förknippas med påve Gelasius I. En annan Andreaslegend kallas Passio Andreae (Andreaspassionen).

## Reliker
Reliker som uppges tillhöra Andreas finns i Sankt Andreas-kyrkan i Patras i Grekland, Sant'Andrea i Amalfi i Italien,  Saint Mary's Cathedral i Edinburgh i Skottland samt Sankt Andreas & Sankt Alberts kyrkor i Warszawa i Polen.

## Skotsk legend
Omkring mitten av 900-talet blev Andreas Skottlands skyddshelgon. Flera legender återger hur Andreas reliker fördes med övernaturlig vägledning från Konstantinopel till platsen där dagens Saint Andrews är belägen. 
Det sägs att Óengus II av pikterna en gång såg andreaskorset på himlen och visste att Sankt Andreas vakade över honom.
De äldsta bevarade manuskripten finns i Bibliothèque Nationale i Paris och i British Library i London. De förra samlades av Jean-Baptiste Colbert för Ludvig XIV:s räkning. Enligt dessa manuskript skall Andreas reliker ha förts av en viss Regulus till den piktiske kungen Óengus I (729–761). Namnet Regulus finns bevarat i Tower of Saint Rule som dock är av alltför tidigt datum för att det skall kunna stämma. Det finns skäl att tro att relikerna var i biskop Acca av Hexhams ägo, vilken förde dem till Skottland när han blev landsförvisad och hamnade i Piktland omkring år 732.
I Arbroath-deklarationen från 1320, då Skottland förklarar sig självständigt från England, nämns Andreas som den som omvände Skottland till kristendomen.

## Andreaskyrkor
Kyrkor uppkallade efter aposteln Andreas finns i åtskilliga länder. Flera av dessa listas i artikeln Kyrkor uppkallade efter aposteln Andreas.